# Pachinko (novela)
Pachinko es la segunda novela de la escritora coreano-americana Min Jin Lee. Se trata de relato épico histórico que narra la historia de una familia coreana que emigra a Japón durante los años de la ocupación japonesa de Corea. Así, se nos presenta una historia conducida por un gran elenco de personajes que se verán expuestos al racismo y estereotipos que sufrieron los coreanos en el país nipón durante el siglo XX. El libro se publicó en Estados Unidos en 2017 a través de Grand Central Publishing y en 2018 llegó a España de mano de la editorial de literatura asiática Quaterni.
Pachinko fue en 2017 finalista de los National Book Awards de Estados Unidos. El servicio de televisión en streaming de Apple, Apple TV+, ha comprado sus derechos para una adaptación televisiva de la novela.

## Argumento
Principios del siglo XX. Japón ha colonizado Corea. Sunja es una joven de 16 años vive en una humilde aldea de pescadores en la isla de Yeongdo. Después de que un hombre casado la deje embarazada, un joven sacerdote cristiano se ofrece a casarse con ella y comenzar de cero en Japón.
De este modo, Pachinko nos presenta la historia de una familia coreana en el Japón del siglo XX. Cuatro generaciones que tratarán de sobrevivir y encontrar su identidad en un país que no les pondrá las cosas fáciles. 

## Resumen

### Libro I.Gohyang/Tierra natal (1910-1933)
En 1883, en la pequeña isla pesquera de Yeongdo, a un viaje en ferry desde Busan, un viejo pescador y su mujer acogen huéspedes en su casa para ganar un poco más de dinero. Han tenido tres hijos pero solo uno, Hoonie, llega a la edad adulta. Tiene el paladar hendido y el pie torcido, y debido a estas deformidades no se considera apto para el matrimonio. Cuando tiene 27 años, Japón anexiona Corea a su imperio y muchas familias se empobrecen y pasan hambre. Debido a sus hábitos prudentes, la situación de la familia de Hoonie es más estable, y una casamentera consigue arreglar un matrimonio entre Hoonie y Yangjin, la hija de un granjero pobre que lo perdió todo tras la colonización. Al cabo del tiempo, Hoonie y Yangjin se quedan con la casa de inquilinos de la familia de él.
A mediados de la década de 1910, Yangjin y Hoonie tienen un hija a la que llamaron Sunja, pero Hoonie muere cuando ella tiene 13 años y Yangjin se queda sola a su cargo. Tres años después, llega un nuevo corredor de pescado de la lonja, Koh Hansu quien, ocultando que estaba casado, seduce a Sungja, promete llevarla a Japón y la deja embarazada. Ella, avergonzada, confiesa su situación a uno de sus inquilinos, Baek Isak, un joven y enfermizo sacerdote protestante que decide casarse con ella y emigrar a Osaka juntos, donde vive su hermano con su esposa. Una vez allí, a Sunja le sorprende la discriminación que sufren los coreanos, a los que fuerzan a vivir en guetos y solo contratan para realizar trabajos precarios. El cuñado de Sunja, Yoseb, insiste en mantener a toda la familia con su salario, pero ella y su cuñada Kyunghee descubren la deuda que supusieron los pasajes de Sunja e Isak, así que la joven decide vender un reloj que le regaló Hansu.

### Libro II. Madre Patria (1939-1962)
Al cabo del tiempo Sunja da luz a su hijo, Noa, y más adelante tiene a otro, Mozasu, con Isak. Noa se parece físicamente a Hansu pero en cuanto a la personalidad es como Isak, y desea tener una vida tranquila leyendo y estudiando. Poco después del nacimiento de Mozasu, hacen prisionero a Isak porque pillaron a un miembro de su iglesia leyendo el Padre nuestro cuando tendrían que estar alabando al emperador. A pesar de las protestas de Yoseb, Sunja decide ponerse a trabajar en el mercado vendiendo kimchi que hace con Kyunghee. Les va bien, pero al entrar Japón en la Segunda Guerra Mundial los ingredientes empiezan a escasear y les cuesta ganar dinero. Sin embargo, el dueño de un restaurante, Kim Changho, las contrata para que cocinen kimchi para él. Poco después, sacan a un moribundo Isak de prisión, que pasará con su familia sus últimos momentos.
Unos años después, Hansu aparece en las vísperas del cierre del restaurante de Kim Changho, y resulta ser el auténtico dueño del negocio, habiendo estado manipulando a la familia de Sunja durante todo ese tiempo después de haberla localizado cuando vendió el reloj que le regaló. Lleva a Sunja y su familia a pasar el resto de la guerra en una granja, consigue un empleo para Yoseb en una fábrica de Nagasaki, y además trae de Corea a Yangjin, la ahora anciana madre de Sunja. Poco después, Estados Unidos lanza las bombas nocleares sobre Hiroshima y Nagasaki. Yoseb consigue sobrevivir, aunque queda mutilado de por vida, y regresa a la granja donde vive la familia.
La familia Baek regresa a Osaka y Noa y Mozasu retoman sus estudios. Quieren volver al norte de Corea con la familia de Kyunghee, pero Hansu les advierte de que no deberían. Noa consigue pasar los exámenes de acceso de la Universidad de Waseda, y Hansu decide pagar por su educación universitaria a pesar de la resistencia de Sunja, poniendo como excusa sentirse responsable como coreano ayudar a las nuevas generaciones. Mientras tanto, Mozasu deja el colegio y empieza a trabajar para Goro, un hombre que administra salones de pachinko. Se enamora de Yumi, una costurera coreana que sueña con vivir en Estados Unidos. Se casan y tienen un hijo, Solomon, pero Yumi se muere en un accidente de coche y Mozasu se ve obligado a criar a su hijo solo.

### Libro III. Pachinko (1962-1989)
Noa continua sus estudios y ve a Hansu como su mentor hasta que descubre por accidente que es su padre y tiene relación con la yakuza. Avergonzado de sus auténticas raíces, deja la universidad y se muda a Nagano con la intención de trabajar para pagar su deuda con Hansu y librarse de su vergonzosa herencia. Se convierte en el contable del dueño de un salón de pachinko racista que se niega a contratar a coreanos, así que se hace pasar por japonés bajo el nombre de Nobuo; se casa con una mujer japonesa y tienen cuatro hijos. Después de 16 años, Hansu lo localiza por petición de Sunja, quien va a visitarlo a pesar de sus advertencias, pues quiere que su hijo vuelva con ella y su familia. Noa promete hacerlo y se suicida.
Mientras tanto, Mozasu ha ganado mucho dinero y tiene sus propios salones de pachinko. Sale con una mujer japonesa, Etsuko, que se niega a casarse con él. Ella tiene una hija un tanto rebelde y problemática, Hana, que seduce a Solomon y lo engaña para que le de dinero para huir a Tokio. Al chico lo aceptan más tarde en una universidad de Estados Unidos, y tras graduarse acepta un trabajo en un banco británico que opera en Japón y vuelve al país nipón con su novia Phoebe. Su primer gran proyecto consiste en convencer a una anciana mujer coreana para que venda sus tierras para poder construir un campo de golf, y lo consigue tras llamar a Goro, amigo de su padre. Cuando la mujer muere poco después por causas naturales, los jefes de Solomon piensan que esto atraerá mala publicidad y lo despiden, señalando las relaciones de su padre con el pachinko (a menudo se relaciona a estos negocios con la mafia) e insinuando que la mujer murió por órdenes suyas. Con una nueva vocación descubierta y una visión de la vida más clara, Solomon rompe con Phoebe, se va a trabajar con su padre y llega a buenos términos con una Hana moribunda en el hospital.
Ya mayor, Sunja visita la tumba de Isak y reflexiona sobre su vida. A través del jardinero del cementerio, descubre que a pesar de la vergüenza que Noa sentía por su familia, había estado visitando la tumba de Isak después de perder el contacto con su familia. Esto da a Sunja la tranquilidad que necesita y entierra una foto de Noa junto a la tumba de Isak.

## Personajes
- Sunja: protagonista principal de Pachinko. Es hija de Hoonie y Yangjin. Queda embarazada con 16 años de Koh Hansu, un misterioso hombre rico que resulta estar casado. Baek Isak, un inquilino de la casa de huéspedes que regenta su familia, se apiada de ella, se casan y se mudan a Japón, donde nacerá el bebé: Noa. Con él tendrá un segundo hijo, Mozasu.
- Hoonie: padre de Sunja y marido de Yangjin. Es el primer personaje al que se nos presenta en la novela. Nació con el paladar hendido y el pie torcido. Viene de una familia de pescadores pero sus padres decidieron convertir su hogar en una casa de huéspedes para ganar más dinero. Muere cuando Sunja tiene 13 años.
- Yangjin: madre de Sunja y mujer de Hoonie. Se ocupa sola de la casa de huéspedes una vez que se muere su marido.
- Baek Isak: enfermizo sacerdote protestante de Pionyang. Conoce a Sunja en una casa de huéspedes al sur de Corea en la que se hospeda en su camino a Japón, donde se va a vivir con su hermano Yoseb. Tras conocer la situación de Sunja, le propone matrimonio y le da su nombre a su futuro hijo, Noa. Con ella tiene otro hijo en Osaka, Mozasu. Muere allí tras pasar un tiempo en la cárcel.
- Koh Hansu: misterioso hombre rico que llega a Yeong-do como el nuevo corredor de pescado de la lonja. Es coreano aunque se ha criado en Japón. Seduce a Sungja (que tiene 16 años) y la deja embarazada. Pero al revelar que es casado, Sungja lo termina. Se convierte en el protector de su familia cuando la vuelve a encontrar en Japón. Tiene relación con la yakuza.
- Yoseb: hermano de Baek Isak. Está casado con Kyunghee y no han podido tener hijos. Acoge a Baek Isak y Sungja cuando van a Osaka, donde vive él. Sustenta a la familia gracias a su trabajo en una fábrica. Cuando se queda desempleado debido a la falta de recursos de la guerra, Koh Hansu le encuentra un trabajo en Nagasaki, donde queda herido de por vida.
- Kyunghee: mujer de Yoseb y cuñada y mejor amiga de Sungja. Es su principal punto de apoyo y juntas hacen kimchi en el mercado para ganar más dinero.
- Noa: hijo mayor de Sungja y Baek Isak. Su padre biológico es Koh Hansu aunque él no lo sabe. Es tranquilo y le gusta la literatura. Es aceptado en la Universidad de Waseda.
- Mozasu: hijo menor de Sungja y Baek Isak. Es más rebelde que su hermano, y deja sus estudios para trabajar en salones de pachinko con Goro, que luego le deja el negocio. Se casa con Yumi, con quien tiene a Solomon.
- Solomon: hijo de Mozasu y Yumi. Tiene una vida mucho más acomodada que las que tuvieron su padre o su abuela debido al dinero que ha ganado su padre con el negocio del pachinko. Va a la universidad en Estados Unidos y luego vuelve a trabajar a Japón. Finalmente, decide entrar en el negocio de su padre.

## Temas
Los temas principales de Pachinko son el racismo, los estereotipos y el propio juego del pachinko. Los primeros dos temas están relacionados sobre todo con la inmigración y la colonización de Corea por parte de Japón. La escritora se centra especialmente en la exclusión social que sufrieron los coreanos que emigraron al país nipón, donde se les conoce como zainichi, que llegó hasta tal punto que nietos de inmigrantes debían ir a renovar su permiso de residencia, como le pasa a Solomon en la novela.
El juego pachinko como tal también es uno de los temas señalados directamente en la novela. Se menciona muchas veces la relación de los coreanos con el negocio del pachinko, siempre con desprecio. Min Jin Lee ha dicho que originalmente la novela se iba a titular Motherland, tierra natal en español, pero lo cambió a Pachinko cuando, en sus entrevistas a coreano-japoneses, siempre se relacionaba a los coreanos a este negocio.